# كوبرا (فلم 2022)
كوبرا (بالإنجليزية: Cobra) هو فيلم إثارة نفسي هندي بلغة التاميل لعام 2022. من تأليف وإخراج ر آجاي جاناناموثو، يقوم ببطولة الفيلم فيكرام، وعرفان باتان، وسريندي شيتي، وروشان ماثيو، وأنانداراج، وروبو شانكار، وميا جورج، وميرناليني رافي، وسارجانو خالد، وميناكشي جوفينداراجان.
صدر الفيلم بدور العرض في 31 أغسطس 2022. حيث كان من المقرر إطلاقه في عطلة عيد الفطر في 22 مايو 2020، ولكن تم تأجيله بسبب جائحة فيروس كورونا في الهند. وبسبب تأخيرات الإنتاج أصدر الفيلم في 31 أغسطس 2022 الذي صادف انطلاق مهرجان غانيش تشاتورثي. تلقى الفيلم انتقادات سلبية بسبب مدته لثلاث ساعات، والذي أدى إلى إصدار نسخة مختصرة منه في 1 سبتمبر 2022.

## روابط خارجية
- كوبرا على موقع IMDb (الإنجليزية)
- كوبرا على موقع قاعدة بيانات الأفلام العربية
- كوبرا على موقع قاعدة بيانات الفيلم (الإنجليزية)
- كوبرا على موقع ليتربوكسد (الإنجليزية)
- كوبرا على موقع كينوبويسك (الروسية)